# Kaufpreis
Ein Kaufpreis ist der Preis, der bei einem Kaufvertrag vom Käufer an den Verkäufer als Gegenleistung für den Kaufgegenstand in Geld zu entrichten ist.

## Allgemeines
Der Kaufpreis ist das in Geld entrichtete Entgelt für gekaufte Güter oder Dienstleistungen. Der Kaufpreis beinhaltet stets die individuellen und subjektiven Vorstellungen über einen Vermögensgegenstand, während der Wert als intersubjektiv gilt und deshalb als objektivierter Preis anzusehen ist. Zwischen dem (subjektiven Einflüssen unterliegenden) Preis und dem Wert sind Abweichungen möglich und üblich, denn „der Preis einer Sache muss ihrem Wert nicht entsprechen“. Der Kaufpreis kann deshalb vom Marktpreis, Marktwert, Sachwert oder Substanzwert abweichen.

## Geschichte
Seit Einführung des Geldes als Zahlungsmittel, verdrängte der Kaufvertrag tendenziell den Tauschvertrag, so dass nicht mehr der subjektive Tauschwert, sondern der objektivere Kaufpreis als Wertmaßstab für Güter und Dienstleistungen gilt.
Seit dem Spätklassiker Ulpian ist bekannt, dass im römischen Recht ein Kaufvertrag ohne Kaufpreis unwirksam war. Der Preis besaß einen einheitlichen Namen (lateinisch pretium), seiner Wortbedeutung nach als „Sachwert“. Für die Klassiker stimmten Preis und Sachwert überein. Der Ausdruck „pretium“ bezeichnete das Entgelt, das man einer Sache gegenüberstellte. Das „pretium“ setzten die Beteiligten entweder beim Kauf oder bei der Sachwertschätzung fest. Für Ulpians Kollegen Gaius musste der Kaufpreis „in klingendem Geld bestehen“, und zwar in einer bestimmten oder zumindest bestimmbaren Summe (lateinisch pretium certum). Das Bargeld (lateinisch numerata pecunia) war für die Erfüllung des Kaufvertrages essentiell. Damit galt auch der von Iulius Paulus aufgestellte Grundsatz „kein Kaufvertrag ohne Kaufpreis“ (lateinisch nulla emptio sine pretio).
In nachklassischer Zeit trat der Gedanke in den Vordergrund, dass jede Ware ihren „rechten Preis“ (lateinisch iustum pretium) habe und dass eine Abweichung von diesem Preis missbilligt werden müsse. Aus dieser Vorstellungswelt erwuchs eine Neuerung, die Justinian I. mittels entsprechender Abänderung zweier Reskripte seiner Vorgänger Diokletian und Maximian auf den Weg brachte: Der Verkäufer erhielt nunmehr ein Recht, Kaufverträge aufzulösen und die Kaufsache zurückzufordern.
Im Mittelalter kam der Begriff Kaufpreis offensichtlich 1556 nach Deutschland aus dem holländischen Leiden (niederländisch koopprijs), wo das Wissensbuch der Stadt davon sprach, dass der Marktpreis wohl niedriger als der Kaufpreis lag. Erst im Jahre 1774 ging er endgültig als „pactirter [vertraglich geregelter, d. Verf.] Kaufpreiß“ in die deutsche Kaufmannssprache über. Im Juni 1794 bestimmte das Allgemeine Preußische Landrecht (APL), dass der Kaufpreis „in einer bestimmten Summe Geldes bestehen“ muss (I 11, § 46 APL). Auch in Österreich muss der Kaufpreis seit Januar 1811 „in barem Gelde bestehen“ (§ 1054 ABGB). Im deutschen Handelsrecht galt 1829 als erste Pflicht eines jeden Käufers stets die Bezahlung des Kaufpreises.

## Deutschland
Der Kaufpreis ist ein Rechtsbegriff, der als kaufvertragstypische Hauptleistungspflicht in § 433 Abs. 2 BGB vorgesehen ist. Während in anderen Staaten das Kaufvertragsrecht eindeutig vorschreibt, dass der Kaufpreis in Geld zu bestehen hat, ist dies im BGB nicht vorgesehen. Dazu entschied das Reichsgericht (RG) im Juli 1916, dass der Kaufpreis in Geld zu entrichten ist. Der Kaufpreis muss in Geld oder Fremdwährung bezahlt werden, weil ansonsten Tausch vorliegt. Bei einem Mangel darf der Käufer gemäß § 437 Nr. 2 BGB den Kaufpreis mindern. Hierbei ist gemäß § 441 Abs. 3 BGB der Kaufpreis in dem Verhältnis herabzusetzen, in welchem zur Zeit des Vertragsschlusses der Wert der Sache in mangelfreiem Zustand zu dem wirklichen Wert gestanden hätte. Geht der Verkäufer, der Hersteller oder ein sonstiger Dritter in einer Erklärung oder Werbung, die vor oder bei Abschluss des Kaufvertrags verfügbar war, zusätzlich zu der gesetzlichen Mängelhaftung insbesondere die Verpflichtung ein, den Kaufpreis zu erstatten, die Sache auszutauschen, nachzubessern oder in ihrem Zusammenhang Dienstleistungen zu erbringen, falls die Sache nicht diejenige Beschaffenheit aufweist oder andere als die Mängelfreiheit betreffende Anforderungen nicht erfüllt, die in der Erklärung oder einschlägigen Werbung beschrieben sind, stehen dem Käufer im Garantiefall unbeschadet der gesetzlichen Ansprüche die Rechte aus der Garantie gegenüber demjenigen zu, der die Garantie gegeben hat (§ 443 Abs. 1 BGB).
Der Kaufpreis spielt in mehreren weiteren Gesetzen eine Rolle. Ist im Handelsrecht der Kaufpreis nach dem Gewicht der Ware zu berechnen, so kommt das Gewicht der Verpackung (Taragewicht) in Abzug, wenn nicht aus dem Vertrag oder dem Handelsbrauch des Ortes, an welchem der Verkäufer zu erfüllen hat, sich ein anderes ergibt (§ 380 Abs. 1 HGB). Aufgrund der in § 195 BauGB vorgesehenen Kaufpreissammlung sind im Baurecht gemäß § 196 BauGB flächendeckend durchschnittliche Lagewerte für den Boden unter Berücksichtigung des unterschiedlichen Entwicklungszustands zu ermitteln (Bodenrichtwerte).

## Sonstige europäische Länder
In Österreich muss der Kaufpreis in „barem Gelde bestehen“ und darf gemäß § 1054 ABGB weder unbestimmt noch gesetzwidrig sein. Dabei ist gemäß § 934 ABGB zu beachten, dass der Marktpreis des Kaufgegenstandes weder unter der Hälfte des Kaufpreises liegen darf noch der Kaufpreis den Marktpreis um die Hälfte übersteigen darf, weil ansonsten eine Vertragsaufhebung wegen „Verkürzung über die Hälfte“ möglich ist. Auch in der Schweiz gehört der Kaufpreis gemäß Art. 184 OR zu den Hauptleistungspflichten eines Kaufvertrags. Danach ist der Kaufpreis genügend bestimmt, wenn er nach den Umständen bestimmbar ist. In den Niederlanden besteht ein Kaufvertrag nicht, solange der Kaufpreis nicht festgelegt ist (Art. 1494 NBW). In Frankreich ist das Eigentum am Kaufgegenstand erworben, wenn sich die Parteien über die Kaufsache und den Preis (französisch prix) geeinigt haben (Art. 1583 Code civil). Dabei muss der Verkaufspreis (französisch prix de la vente) von den Parteien festgelegt und bestimmt werden (Art. 1591 CC). Das römische Recht findet sich auch wieder in Spanien (Art. 1445 Código Civil) oder Portugal (Art. 1544 Código Civil).